# 王誼 (天順進士)
王誼（1425年—？），字克正，直隸常州府江陰縣人，明朝政治人物。進士出身。

## 生平
應天府鄉試第七十七名。天順四年（1460年）庚辰科會試第三十四名，殿試登進士第二甲第三十八名。

## 家族
曾祖王采。祖父王弘。父亲王逵。